# Lingvicizmus

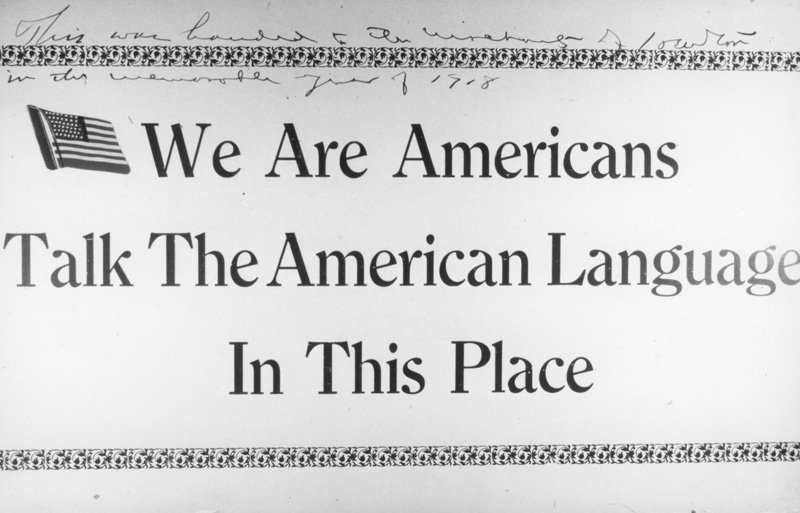
Lingvicizmusra példa (az Amerikai Egyesült Államokban 1918-ban használt figyelmeztetés)

A lingvicizmus más néven nyelvi alapú diszkrimináció, a  diszkrimináció egyik típusa, a nyelvi alapon történő megkülönböztés gyakorlata, amely a beszélőket vagy a közösségeket a nyelvhasználatuk és vagy a nyelvváltozatuk alapján különíti el, s amely gyakran a nyelvi alapon elkülönülő közösségek közötti egyenlőtlen hatalommegosztást segíti elő, illetve reprodukálja.

## A lingvicizmus jelenléte
Tove Skutnabb-Kangas szerint a rasszizmus, az etnicizmus és a lingvicizmus közös definíciója: „A ’faj’, etnicitás/kultúra vagy a nyelv alapján meghatározott csoportok között, a hatalom és az (anyagi és egyéb) források egyenlőtlen elosztásának legitimálására, megvalósítására és reprodukálására felhasználható ideológiák, struktúrák és gyakorlat”. A nyelvi diszkrimináció és az ezt támogató gondolkodásmód, a lingvicizmus tehát nem „hajaz a fajelméletre”, hanem azonos vele – csak más felületen nyilvánul meg.
A lingvicizmus a mára szalonképtelenné vált rasszizmus helyett és mellett létező cselekvési mód, amely révén az államok társadalmilag behatárolják a hatalom nélküli csoportok értékekhez való hozzájutását, s ezáltal e csoportokat fogyatékosnak tüntetik fel. „Ennek következtében a kisebbségek értékei (például nyelvük és kultúrájuk) erejüket vesztik, és nem válthatók át más értékekké vagy a hatalmi szerkezet pozícióivá. Ugyanakkor a domináns csoport értékei (például nyelvük és kultúrájuk) társadalmi szinten megtartják értéküket, így más értékekké vagy a hatalmi szerkezet pozícióivá alakíthatók.”
A lingvicizmus gyakran megnyilvánul a kisebbségi oktatás terén. Gyakran lehet azzal találkozni, hogy a hivatalosan elfogadottá nyilvánított sztenderd nyelvváltozattól, illetve az államnyelvtől eltérő nyelvváltozatok/nyelvek beszélőit megbélyegzik és hátrányos helyzetbe hozzák azt hangoztatva, hogy bizonyos nyelvek, illetve nyelvváltozatok jobbak, mint más nyelvek, illetve a nyelvváltozatok, következésképpen beszélőik logikusabban és világosabban gondolkodnak és így természetes, hogy jobb állásokat kapnak és egyéb előnyöket is élveznek. Azokban a társadalmakban, amelyekben ez az ideológia mélyen be van épülve a hétköznapi gondolkodásba, a „rosszabb” nyelvek vagy nyelvváltozatok beszélői a társadalom perifériájára kerülhetnek.